# Brusnica (biljna vrsta)
Brusnica (borovka, crvena borovnica, brašnjača, europska brusnica, lat. Vaccinium vitis-idaea) biljka je iz roda borovnica. Endemična je sjevernim područjima Europe, Azije, Grenlanda i sjeverne Amerike. U Hrvatskoj raste na Velebitu, Ličkoj Plješivici i u Gorskom kotaru. Postoji i nekoliko kultiviranih odlika - sorte Koralle, Erntedank, Erntekrone, Erzgebirgsperle, Red Pearl, Red Sunset, Sussi, Sanna, Linnea, Ida, Balsgard, Magenta. Kako je urod manji nego onaj od sorata američke brusnice, uzgoj nije raširen poput spomenutih.
U Hrvatskoj pokušaja uzgoja ili oplemenjivanja ove vrste divljeg voća nije bilo.

## Ljekovitost domaće brusnice
U znanstvenoj medicini, lišće se koristi kao ljekovita sirovina (lat. Folium Vitis idaeae) - njihov uvarak i infuzija koriste se kao dezinfekcijsko i diuretičko sredstvo. U proljeće sabiremo biljku prije cvatnje, dok su pupoljci još uvijek zeleni, u jesen s punim dozrijevanjem. Listovi se skidaju s grmića ili se izrezuju maldi izboji i suše se na tavanu, ispod šupe, infracrvenog zračenja ili u sušilici na temperaturi od 35 do 40 °C. Čuvati na suhom, dobro prozračenom mjestu. Rok trajanja sirovina 3 godine.
Glavni aktivni sastojci sirovine su fenologlikozidi ; također sadrži tanine, uglavnom kondenzirane skupine, flavonol glikozid hiperozide. Listovi sadrže galne, elagične, kininske, vinske i ursolne kiseline. Jagode sadrže šećere (do 10%), organske kiseline (do 2%), uključujući limunsku, jabučnu, benzoičku, oksalnu ,octenu, glioksilnu, piruvičnu, oksipiruvičnu, ketoglutarnu, glukozidnu (do 0,1%), ideklorid, likopen, zeaksantin i druge. Sjemenke sadrže masno ulje (do 30%), koje se sastoji od glicerida, uglavnom linoleinske i linolenske kiseline.
Lišće sadrži do 9% arbutina (antiseptik mokraćnog sustava); u liječenju poremećaja mokraćnog sustava koriste se ekstrakti iz suhog lišća (paziti kod doziranja). Također, listovi sadrže: flavonoide, fenol karboksilne kiseline, tanine, makro- i mikronutrijente i druge biološki aktivne tvari.
Svježe voće brusnice koristi se za beriberi bolest, kao laksativno, diuretičko, baktericidno, antiseptičko, anthelmintičko i koleretično sredstvo. Može se koristiti i kod bolesti bubrega, dijabetesa, reumatizma, gihta (pomaže omekšati i ukloniti kamenje i soli). Bobice - kod plućne tuberkuloze, pri želučanim katarima s nedovoljnom kiselošću, bubrežnim kamencima, kod reume. Sok dobro utažuje žeđ za vrijeme groznice. Sok piti i kod visokog krvnog tlaka (dobro ublažava mamurluk), pri neurozi i anemiji kod trudnica.

## Vanjske poveznice
- Voćarstvo (poljoprivreda.gov.hr)
- Male crvene bobice
- Vrtlarica